# Соболев, Алексей Дмитриевич
Алексей Дмитриевич Соболев (укр. Олексій Дмитрович Соболев; род. 7 июля 1983, Киев) — украинский государственный деятель, экономист и политик. С 2025 года занимает пост министра экономики, окружающей среды и сельского хозяйства Украины. Ранее, с 2024 по 2025 год, был первым заместителем министра экономики Украины.

## Биография
Родился 7 июля 1983 года в Киеве.

### Образование
В 2005 году окончил Киевский национальный экономический университет имени Вадима Гетьмана, получил степень магистра финансов. Также имеет сертификат финансового аналитика от CFA Institute (США).

### Трудовая деятельность
Имеет значительный опыт работы в инвестиционном и финансовом секторе. Работал управляющим активами в Dragon Asset Management.
В 2015—2016 годах на должности советника министра инфраструктуры Украины, координировал проекты по повышению прозрачности деятельности, открытых данных и улучшению корпоративного управления государственными предприятиями.
В 2016—2018 годах руководил проектом Prozorro.Sale в Transparency International Ukraine, осуществлял координацию разработки ИТ решений для прозрачной продажи государственных активов.
С 2018 по 2023 год был руководителем государственного предприятия «Прозорро. Продажи».
С 24 января 2023 по 2 июля 2024 года — заместитель министра экономики Украины по вопросам цифрового развития, цифровых трансформаций и цифровизации.
Со 2 июля 2024 по 17 июля 2025 года — первый заместитель министра экономики Украины.
В июле 2025 года возглавил объединённое министерство экономики, окружающей среды и сельского хозяйства.

## Деятельность на посту министра
После вступления в должность министра Алексей Соболев продолжил курс на европейскую интеграцию украинской экономики, реформу государственной собственности, а также акцентировал внимание на устойчивом развитии и экологии.

## Личная жизнь
Жена — Наталья Соболева. Две дочери — Тина и Майя.